# سان بيدرو (ساحل العاج)
سان بيدرو (بالفرنسية: San Pédro)‏ هي مدينة من مدن كوت ديفوار تقع في جهة ساساندرا السفلى. يبلغ عدد سكانها 131800 نسمة وذلك حسب إحصائيات سنة 1998. تتواجد المدينة في جوار منتزه تاي الوطني، المحمية الطبيعية لفرس النهر القزم، و المصنفة في قائمة التراث العالمي لليونسكو.

## تاريخ المدينة
في سنوات 1960، كانت سان بيدرو مجرد قرية صيادين صغيرة، تطل على خليج غينيا. في 1968، و مع انطلاق بناء ميناء المدينة، عرفت المدينة توسعا ديمغرافيا سريعا، و بمجرد انتهاء بناء الميناء في 1972، أصبحت ثاني أكبر مدينة مينائية في ساحل العاج بعد أبيدجان.

## التسمية
سميت المدينة من طرف المستكشف البرتغالي سويريري دا كوستا، في القرن 15، حسب اسم القديس الموافق في التقويم الغريغوري، إبان يوم وصول بعثته لموقع المدينة.

## الاقتصاد

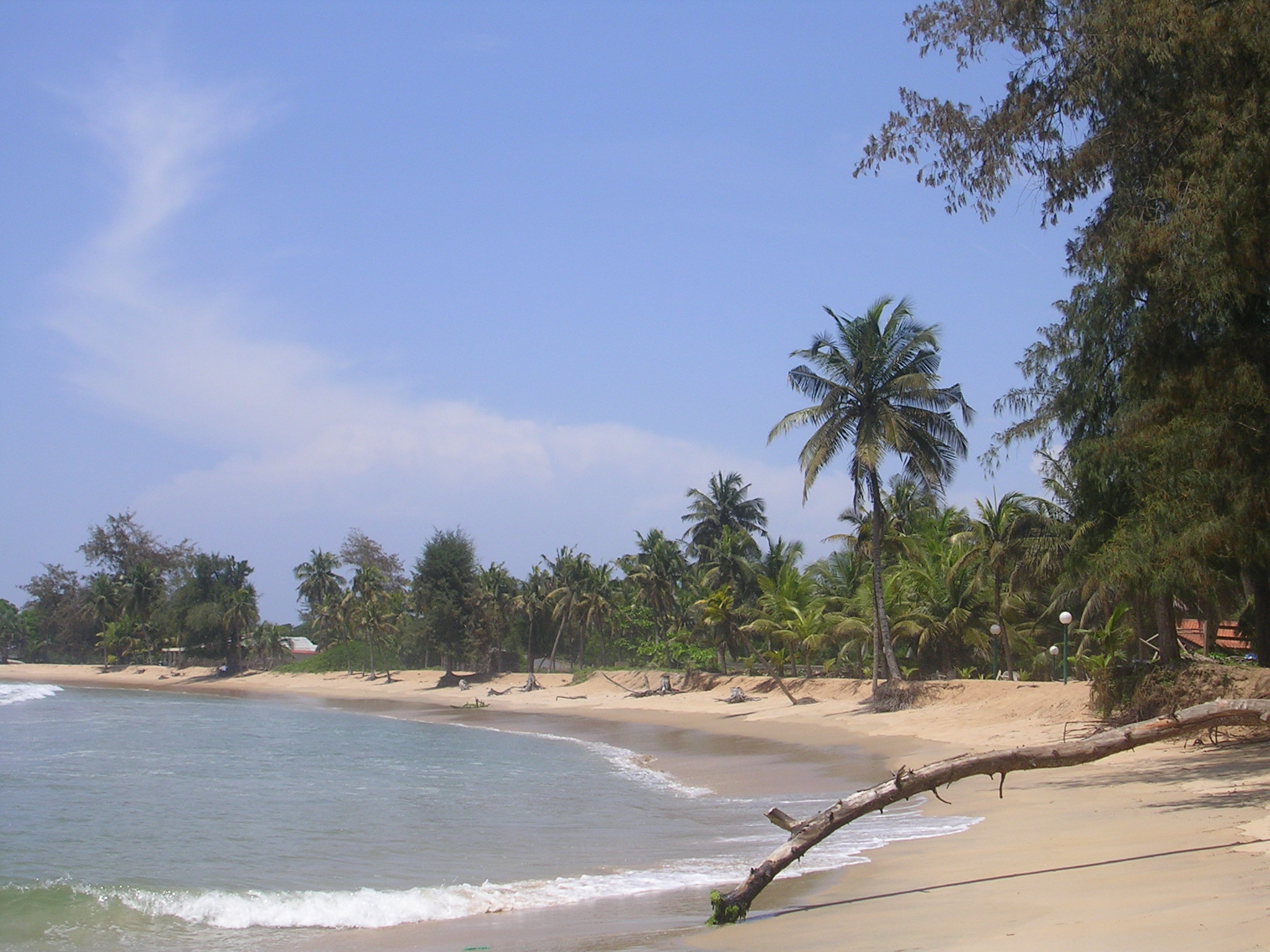
شاطئ سان بيدرو

يعتمد اقتصاد المدينة أساسا على الصيد البحري و تصدير الأخشاب، إضافة إلى معادن مناجم غرب البلاد، كخام الحديد و الكوبالت المستخرجين من مناجم جبل ريشار مولار. تعتبر المدينة ثاني قطب اقتصادي في البلاد، بعد أبيدجان، و قدرت مساهمتهت في الناتج المحلي الإجمالي لساحل العاج ب 952 مليون دولار (4 بالمائة من ن.م.إ) سنة 2010. 
يعتمدالقطاع الأولي أساسا على زراعات الهيفيا و نخيل الزيت و الكاكاو، إضافة إلى الصيد البحري.
ميناء سان بيدرو هو الأول عالميا، على مستوى تصدير الكاكاو. أثرت الاضطرابات السياسية التي عرفتها البلاد، منذ 2002، على النشاط المينائي، الذي انخفض من 1.16 مليون طن إلى 000 998 طنا بين 2002 و 2006. في 2012، و بفضل عودة الاستقرار السياسي، ارتفع الرواج المينائي من 1.8 مليون إلى 3.23 مليون طنا بين 2011 و 2012، أي بنسبة نمو 78 بالمئة.

## السكان
عرفت مدينة سان بيدرو انفجارا ديمغرافيا سريعا منذ 1960، فقد انتقلت ساكنتها من 606 31 سنة 1975، إلى 200 422 نسمة سنة 2010. ساهم، في هذا التزايد السريع، توافد عدد كبير من اللاجئين الليبيريين، و العمال الغانيين، خصوصا المشتغلين في قطاع الصيد البحري. المكون العرقي السائد في المدينة هو عرقية الكرو Krou بفروعها: الوينين Winnin و الباكوي Bakwé و البيي Piais. أثر التنوع العرقي و الهجرة على الواقع اللغوي في المدينة، الذي تتعايش فيه الفرنسية و الإنجليزية و اللغات المحلية كالكرو.

## وصلات خارجية
الموقع الرسمي لميناء سان بيدرو